# 1807年内乱法
1807年内乱法（1807ねんないらんほう、英語: Insurrection Act of 1807）は、騒擾（civil disorder）の、内乱（insurrection）の、または合衆国連邦政府に対する武装反乱（rebellion）の鎮圧などの特定の状況において、大統領に連邦軍を全国に展開させる権限および個別の州の州兵部隊を連邦に移管（federalize）する権限を与えるアメリカ合衆国連邦法である。内乱法は、大統領が合衆国国内において民法または刑法を執行するために米軍を展開することを制限する民警団法（1878年）への制定法上の例外を提供する。
合衆国法典第10編第254条 10 U.S.C. § 254は、内乱法を発動した後かつそれに基づいて付与された権限を行使する前に、騒擾または武装反乱を犯している者たちの解散を大統領が正式に命令する大統領布告の発布を要求する。国防総省の指針は「本土防衛」を民警団法の規制への憲法上の例外と定義しており、したがって、外部の脅威から国家の安全を保護するのに必要な政治的・軍事的・警察的手段はこの法律の規制への例外である。

## 目的と内容
この法律は、次の場合において、合衆国大統領に連邦軍および州兵を動員する権限を付与 (authorize) する:
1. ある州の立法府から、または立法府が招集できない場合は知事（英語版）から、当該州に対する内乱に対処するよう要請されたとき (§ 251)、
2. いずれかの州において、法を施行することを不可能 (impracticable) にするような内乱に対処するため (§ 252)、または
3. いずれかの州において、憲法上保障された権利の喪失につながるもので、当該州がその権利を保護することができないか、失敗したか、拒否した場合に、内乱、国内暴力 (domestic violence)、不法な徒党 (unlawful combination) または共謀 (conspiracy) に対処するため (§ 253)。

この1807年の法律は、州民兵 (state militia) の連邦移管 (federalization) を許可していたこれに先立つ1792年召集法を、州政府に対する反乱の場合において州民兵の連邦移管または正規軍の使用の双方を許可する類似した文言で置き換えた:60。この法律は内乱に対する刑事罰は規定しておらず、そちらは代わりに1862年没収法によって導入された。
この1807年の法律は2度改正されている。1861年、南北戦争の後の継続的な不安状態を見越し、連邦政府に「合衆国政府の権威に対する反乱」の場合に州政府の意思に反して州兵および軍を用いることを認める新しい項 (section) が追加された:228。1871年、第三次執行法はアフリカ系アメリカ人をクー・クラックス・クランによる攻撃から守るため、この項（§ 253）を改正した。この時追加された文言は、連邦政府がアメリカ合衆国憲法修正第14条の平等保護条項を執行するためにこの法律を使用することを認めた:63–64。この法律のこの項は、リコンストラクション時代に、そして公民権時代の差別撤廃をめぐる紛争の際に再び、発動された。
当初の1807年の文言による内乱法の主条項（それ以来現代的な法律英語に更新されている）は以下の通り:
An Act authorizing the employment of the land and naval forces of the United States, in cases of insurrections
Be it enacted by the Senate and House of Representatives of the United States of America in Congress assembled, That in all cases of insurrection, or obstruction to the laws, either of the United States, or of any individual state or territory, where it is lawful for the President of the United States to call forth the militia for the purpose of suppressing such insurrection, or of causing the laws to be duly executed, it shall be lawful for him to employ, for the same purposes, such part of the land or naval force of the United States, as shall be judged necessary, having first observed all the pre-requisites of the law in that respect.
内乱の場合において合衆国の陸上および海上戦力を利用する権限を与える法律
議会に会合したアメリカ合衆国元老院および代議院により次の通り定められる、すなわち内乱、または合衆国のもしくはいずれかの個別の州もしくは準州の法への妨害であって、そのような内乱を鎮圧するまたは法が適正に執行されるようにする目的のために合衆国大統領が民兵を召集することが合法であるようなすべての場合においては、まずその観点における法の前提条件をすべて遵守した上で、必要と判断される合衆国の陸上または海上戦力の一部分を彼が同様の目的のために利用することも合法となる。
2016年、グアムとアメリカ領ヴァージン諸島を第13章の適用範囲に含めるように、公法114-328が修正された。合衆国法典第10編第252条 10 U.S.C. § 252:「連邦の権威を執行するための民兵および軍の使用」は2016年現在次のとおりである:
Whenever the President considers that unlawful obstructions, combinations, or assemblages, or rebellion against the authority of the United States, make it impracticable to enforce the laws of the United States in any State by the ordinary course of judicial proceedings, he may call into Federal service such of the militia of any State, and use such of the armed forces, as he considers necessary to enforce those laws or to suppress the rebellion.
大統領が、不法な妨害、陰謀もしくは集会、または合衆国の権威に対する反乱が、いずれかの州において通常の司法手続きの流れによって合衆国の法を執行することを不可能にしていると判断する場合はいつでも、彼は自身がそれらの法を執行しもしくは当該反乱を鎮圧するために必要であると考えるいずれかの州の民兵の一部分を連邦の職務に召集し、および軍隊の一部分を用いることができる。

## 適用
内乱法はアメリカ史を通じて発動されてきた。19世紀には、ネイティブアメリカンとの紛争の際に発動された。19世紀末および20世紀初頭には、労働争議の際に発動された。20世紀のより遅くには、この法律は連邦に委任された差別撤廃を執行するために用いられ、ドワイト・D・アイゼンハワーおよびジョン・F・ケネディ両大統領は裁判所が命じた差別撤廃を執行するため、影響を受ける州の政治的指導者たちの反対を押し切ってこの法律を発動した。より最近では、知事たちは1989年のハリケーン・ヒューゴの後の略奪や1992年ロサンゼルス暴動の際に支援を要請し、また受けてきた。
2006年、ジョージ・W・ブッシュ政権はルイジアナの知事からの拒否にもかかわらずルイジアナ州のハリケーン・カトリーナへの対応に介入することを検討したが、これは過去の先例に符合せず、政治的に困難であり、そして憲法違反のおそれがあった:73–75。素性不明の発起人によって追加されたジョン・ワーナー2007会計年度国防権限法のある規定は、法の執行を妨害する緊急事態の場合において州の同意なき軍事介入を認めるよう、内乱法を改正した。ブッシュはこの修正条項に署名して法としたが、これが制定された数か月後、全50州の知事らがこれに反対する共同声明を発表し、そしてこの変更は2008年1月に撤回された。
2020年6月1日、ドナルド・トランプ大統領はジョージ・フロイド殺害事件を受けた抗議運動に対抗してこの法律を発動すると警告した。公式声明で、トランプは「暴力が鎮められるまで」、民間の法と秩序を回復するために「州兵を十分な人数展開するようすべての知事に」促した。連邦の官僚たちがトランプを説得し、内乱法の発動をやめさせた。2021年アメリカ合衆国議会議事堂襲撃事件の際には州兵が召集されたが、内乱法は発動されなかった。
2025年1月20日、トランプ大統領は国防長官および国土安全保障長官に90日以内に大統領へ「合衆国南部国境の状況、および1807年内乱法を発動すべきかどうかを含め南部国境の完全な実効支配を獲得するために必要であると思われる追加の行動の勧告について」共同報告書を提出するよう命じる大統領令に署名した。

## 改革への呼びかけ
2020年、リチャード・ブルーメンソール上院議員は、内乱法で略述された大統領の権限を制限するためにCIVIL法（Curtailing Insurrection act Violations of Individuals' Liberties Act、内乱法の個人の自由の侵害を縮小する法律）を提出した。この法案は大統領に対しこの法律を発動する前に議会と協議するよう求め、議会による明示的な授権が無い限りこの法律の下での大統領による軍隊の動員を14日間に制限し、大統領、国防長官および司法長官に対し州の法の執行への懈怠または無能力を確認しそれによって軍の投入を正当化する合同の認定書を議会へ発行するよう求め、現役の部隊については法律で権限を付与されない限り法執行活動を実施することを禁止しようとした。
2022年、ブレナン司法センター (BCJ) は2021年アメリカ合衆国議会議事堂襲撃事件を調査する下院1月6日委員会へ、曖昧な文言を明確化し、その内容を現代の問題を反映するようにアップデートする意図のもと、内乱法を改革する提案を提出した。BCJが明確化を必要とするものとして特定した言い回しには、「何らかの内乱、国内暴力、不法な徒党あるいは共謀」("any insurrection, domestic violence, unlawful combination, or conspiracy") がこの法律の発動のために法的に認められる条件であるとする、大統領がこの法律を発動できる状況を定める項が含まれる。BCJは、この条件は大ざっぱ (broad) であり、大統領にデモや些細な犯罪行為を含め大小問わずいかなる共謀にも現役の軍隊をもって対処するためにこの法律を発動することを認めるものと解釈される可能性があると主張する。BCJはまた、議会に向けて「大統領は、民兵、軍隊もしくはその双方を用いることによって、またはその他あらゆる手段によって、」("The President, by using the militia or the armed forces, or both, or by any other means,") という一節を、「その他あらゆる手段によって」の包含は、正式に国防総省の統制 (control) の下に入っていない勢力 (force) が内乱法の保護の下で活動することを大統領によって認められる可能性を残したままにしうるとして、書き換えるよう主張した。